# Altica bimarginata
Altica bimarginata är en skalbaggsart som beskrevs av Thomas Say 1824. Altica bimarginata ingår i släktet Altica och familjen bladbaggar.

## Underarter
Arten delas in i följande underarter:
- A. b. bimarginata
- A. b. labradorensis
- A. b. plicipennis